# Mongólia zászlaja
Mongólia zászlaját 1940-ben tervezték. 1992-ben eltávolították az embléma csúcsáról a csillagot, és módosították a szojombó nevű ősi mongol szimbólum ábráját is.
A kék a mongolok és más türk népek hagyományos színe (jelentősége az 'Örök Kék Ég' tiszteletére vezethető vissza – klasszikus mongol nyelven: Köke Möngke Tengri), a két függőleges vörös sáv pedig a szabadság és a függetlenség kettős örömét jelképezi.
A szojombó mellett több ősi szimbólum is megjelenik. A lefelé mutató nyílhegy vagy háromszög jelentése: „Halál az ellenségre”; kettőé: „Halál a nép ellenségeire”.
A háromszög az őszinteség, a becsület, az elvhűség jelképe is. A középen megjelenő két hal a férfiakra és a nőkre utal (azaz a jin és a jang). Mivel a halak sohasem alszanak, szimbolikus jelentésük: a népnek mindig éberen kell őrködnie hazája felett.
A két vízszintes vonal alattuk és felettük azt jelenti, hogy a társadalom legalsó és legfelső rétegének is őszintén kell szolgálnia a népet. Egy függőleges „oszlop” jelentése: erődítmény; két függőleges oszlop pedig arra a közmondásra utal, hogy „két barát együtt erősebb a kőnél is”.
A mongolok a zászlójukat viccesen úgy magyarázzák, hogy egy kis kék (Mongólia) a két nagy vörös közt (Kína, a volt Szovjetunió).

## Korábbi zászlók
|  |  |  |